# Færøernes politik
Færøerne er selvstyrende region i kongeriget Danmark, så Danmarks statsoverhoved (i øjeblikket kong Frederik 10.) er også Færøernes statsoverhoved. Færøerne har ingen egentlig forfatning, men landets styrelse er reguleret af selvstyreloven af 2005 og foregår inden for rammerne af bestemmelserne i Danmarks Riges Grundlov. Den nuværende regering har planer om at udforme en færøsk grundlov, der bl.a. vil regulere forholdet til Danmark, og sende dette til folkeafstemning. Selvstyreloven anerkendte færingerne som et suverænt folk som defineret i folkeretten, og Danmark har dermed forpligtet sig til at lade Færøerne løsrive sig fra riget, hvis befolkningen ønsker det.
Færøerne har haft hjemmestyre siden 1948, og udvidet selvstyre siden 2005, men reguleres stadig i visse henseender af den danske regering, der også har ansvaret for udenrigs-, forsvar-, penge- og valutapolitik. Den danske Højesteret er ligeledes appelinstans for de færøske domstole. De færøske vælgere stemmer til kommunevalg hvert fjerde år, valg til Lagtinget (det færøske parlament) mindst hvert fjerde år, valg til Folketinget, og ved folkeafstemninger. Den politiker, der er leder partiet med flest stemmer, vil også normalt blive lagmand og komme til at stå i spidsen for regeringen (Landsstyret).

## Politiske partier og lagtingsvalg
Uddybende artikel: Lagtinget
Færøerne har et flerpartisystem med i øjeblikket 7 partier, der adskiller sig med hensyn til spørgsmålet om uafhængighed vs. fortsat rigsfællesskab og fordelingspolitiske spørgsmål, og i de senere år også værdipolitiske spørgsmål relateret til sekularisering og kristendommens rolle i samfundet. Internt i partierne er der ofte en modsætning mellem repræsentanter for bygderne og udkants-Færøerne og politikere fra hovedstadsområdet, men der findes ikke partier, der kun repræsenterer enten bygderne eller Tórshavn. De mange partier gør, at det aldrig er sket, at kun et parti har haft flertal i det færøske parlament Lagtinget. Færøerne har positiv parlamentarisme, så et flertal skal stemme for regeringen ved en indsættelsesafstemning, men behøver ikke at indtræde i denne. Der er dog tradition for flertalsregeringer, og landet har kun i ganske korte perioder haft mindretalsregeringer. Færøske regeringer er ofte brede og ideologisk heterogene koalitioner. Kun tre partier har haft lagmandsposten siden 1948: Javnadarflokkurin, Sambandsflokkurin og Fólkaflokkurin. Samtlige landets syv partier har derimod på et tidspunkt deltaget i regeringer, og der findes ikke i øjeblikket rene protestpartier, selvom sådanne tidligere har eksisteret.

## Rigsfællesskabet
De to færøske mandater i Folketinget vælges samtidig med afholdelse af folketingsvalg i resten af kongeriget og går til de to partier, der får flest stemmer, mens personlige stemmer er afgørende for, hvilke kandidater på de to vindende lister mandatet tilfalder.

## Færøernes administrative inddeling
Færøerne er opdelt i 30 kommuner (kommunur), og 6 regioner (sýslur). Hele landet udgør siden 2008 én valgkreds. Et forslag til kommunalreform faldt ved folkeafstemning i 2012.

## Folkeafstemninger
Den 14. september 1946 blev der på Færøerne afholdt en folkeafstemning om uafhængighed fra Danmark. Uafhængighedstilhængerne vandt afstemningen, men knapt, og med en så lav valgdeltagelse, at den danske regering ikke accepterede resultatet. I stedet opløstes Lagtinget, og fik et flertal af unionsvenlige partier ved det efterfølgende valg. Der har senere været afholdt folkeafstemninger om blandt andet alkohollovgivning.

## Internationalt samarbejde
Udenrigspolitik hører formelt under rigsfællesskabet, og i mange henseender er Færøerne repræsenteret internationalt af Danmarks regering. Færøerne har dog sit egen udenrigsministerium og 8 diplomatiske repræsentationer, og Lagtinget har et Udlandsudvalg, disse organer beskæftiger sig dog primært mred handelsspørgsmål. Færøerne er selvstændigt medlem af Nordisk Råd, den internationale søfartsorganisation IMO, og den internationale hvalfangstkommission. Færøerne er ikke medlem af EU, og har aldrig været det, da landet allerede havde udstrakt hjemmestyre i 1972, da Danmark tilsluttede sig.